# Rio Ram
Il Rio Ram (Rambach in tedesco e Rom in romancio) è un fiume della Svizzera e dell'Italia lungo 24,7 km. 
Nasce nel Canton Grigioni nei pressi del Pass dal Fuorn e forma la Val Monastero, bagnando Tschierv e Müstair. Entra in Italia a Tubre (BZ) e confluisce da destra nell'Adige presso Glorenza. 
I comuni attraversati sono Müstair in Svizzera, Tubre, Malles Venosta e Glorenza in Italia.